# Tayloria hornschuchii
Tayloria hornschuchii là một loài rêu trong họ Splachnaceae. Loài này được (Grev. & Arn.) Broth. mô tả khoa học đầu tiên năm 1903.